# Ophthalmis aluensis
Ophthalmis aluensis là một loài bướm đêm trong họ Noctuidae.